# Bradford West Gwillimbury
Bradford West Gwillimbury är en kommun (town) i Kanada.   Den ligger i provinsen Ontario, i den sydöstra delen av landet, 300 km väster om huvudstaden Ottawa. Bradford West Gwillimbury ligger 264 meter över havet och antalet invånare är 18 811.